# داوود رشيدي
داوود رشيدي (بالفارسية: داود رشیدی) (16 يوليو 1933 - 26 أغسطس 2016) ممثل ومنتج ومخرج إيراني بدأ مسيرته الفنية عام 1971 شارك خلالها بالعديد من الأفلام السينمائية. هو والد الممثلة الإيرانية ليلى رشيدي.

## وصلات خارجية
- داوود رشيدي على موقع IMDb (الإنجليزية)
- داوود رشيدي على موقع قاعدة بيانات الفيلم (الإنجليزية)